# August van Leuchtenberg
Karel August Eugène Napoleon de Beauharnais (Milaan (Italië), 9 december 1810 – Lissabon (Portugal), 28 maart 1835), 2e hertog van Leuchtenberg, vorst van Eichstätt en hertog van Santa Cruz, was de eerste echtgenoot van Maria II van Portugal.
Hij werd geboren te Milaan als oudste zoon van Eugène de Beauharnais, destijds onderkoning van Italië, en Augusta van Beieren, dochter van Maximiliaan I van Beieren.
Hij bezocht in 1826 de universiteit van München en begeleidde zijn jongere zuster Amélie na haar huwelijk met keizer Peter I in 1829 naar Brazilië. In de loop van de Belgische Opstand schoof Jean Louis Joseph Lebeau hem naar voren als mogelijk koning der Belgen, als tegenkandidaat voor Lodewijk van Orléans. Door hevig verzet van het Franse hof mislukte dit initiatief echter.
Overeenkomstig de wens van de in 1834 gestorven Peter I huwde August op 25 januari 1835 diens dochter Maria II. Hij stierf echter al op 18 maart van datzelfde jaar en werd als hertog van Leuchtenberg opgevolgd door zijn broer Maximiliaan.
- Bibliothèque nationale de France: cb17813647r (data)
- Gemeinsame Normdatei: 124256953
- International Standard Name Identifier: 0000 0000 4879 5763
- Library of Congress Control Number: nr2002039964
- Virtual International Authority File: 32925252
- WorldCat: E39PBJh4tFcYdgKm9dpP93Y9Dq